# Antoine Bernheim
Antoine Bernheim (Parigi, 4 settembre 1924 – Parigi, 5 giugno 2012) è stato un banchiere francese.
Importante figura del capitalismo francese e italiano, è stato socio gerente della banca d'affari Lazard oltre che presidente delle Assicurazioni Generali di Trieste.

## Biografia
Appartenente ad una famiglia ebrea di finanzieri e industriali. I due genitori, deportati e morti ad Auschwitz, sono Léonce Bernheim, avvocato e ingegnere, e Renée-Marcelle, degli industriali tessili Schwob d'Héricourt della Franche-Comté.

Dopo la guerra si laurea in Giurisprudenza e consegue la specializzazione in Diritto privato e pubblico oltre che una seconda laurea in Scienze.

### Pilastro di Lazard
A ventuno anni viene assunto da Pierre Wertheimer, amico dei genitori e socio di Coco Chanel, per lavorare alla ristrutturazione del gruppo Bourjois.
Nel 1967 entra nella banca d'affari Lazard. Assunto da André Meyer, il potente banchiere della filiale di New York, viene assegnato agli uffici parigini per svilupparne le attività. Coprirà la posizione di socio gerente fino al 2005, quando la banca diventò completamente americana.
L'ingegno finanziario di Bernheim si rivela presto. Bernheim concepisce i poulies bretonnes, un complesso sistema di holding a cascata che consente al principale azionista di controllare un vasto impero finanziario nonostante un capitale limitato.
Faiseur de rois a Parigi dove consente, favorisce e accompagna la costruzione di alcuni dei più grandi patrimoni francesi: quelli, tra gli altri, di Vincent Bolloré, François Pinault e di Bernard Arnault, l'uomo che grazie a lui ha creato il gruppo leader mondiale del lusso. Bernheim ha ricoperto un ruolo determinante nella carriera di Arnault, aiutandolo a passare dall'acquisto di Boussac nel 1984 alla creazione di LVMH e poi ancora a riprenderne il controllo nel 1988.
Ma è probabilmente il bretone Vincent Bolloré che deve maggiore riconoscenza al sistema escogitato da Bernheim, col quale ha un rapporto quasi filiale, che gli ha permesso di consolidare ed espandere il piccolo gruppo di famiglia in un impero finanziario presente in svariati settori come la comunicazione, i media e il trasporto marittimo.
Nonostante i successi i rapporti in Lazard non sono semplici, specialmente con Michel David-Weill al quale rimprovera la cessione agli americani di tutte le attività della banca, ed è anche per questo motivo che sposta il centro dei suoi interessi in Italia.

### Assicurazioni Generali
Il ruolo di Antoine Bernheim fu veramente centrale nella storia recente delle Generali con cui entrò in contatto attraverso Lazard. Fu l'asse personale tra Enrico Cuccia, allora amministratore delegato di Mediobanca, e Bernheim a costruire – nel 1973 attraverso la misteriosa cassaforte lussemburghese Euralux – l'assetto di controllo del Leone di Trieste, durato praticamente fino al 2012.
La prima vicenda che vede Bernheim tra i protagonisti è la battaglia che Generali ingaggiò per conquistare il gruppo assicurativo francese Compagnie du Midi. L'intuizione era giusta e l'operazione brillante ma dovette fermarsi per l'ostilità della finanza francese. Ed anche per alcune incertezze dell'adviser Lazard. Nello stallo si inserì con tempismo AXA, guidata da Claude Bebear, la quale giunse a fondersi con la Compagnie du Midi imprigionando, nei fatti, la quota di Generali. 
Ed è anche per uscire da quella situazione che nel 1995 Generali affida a Bernheim la presidenza della controllata Alleanza. Bernheim convertì quella quota inattiva in una partecipazione liquida dell'11%, a quel punto di minoranza, che fu venduta nel 1996. Generali incassò una forte plusvalenza che le servì, successivamente, per crescere in Francia e Germania.
Nel 1999 la rottura con Cuccia, dopo il fallimento della OPA su Assurances générales de France, frenata dallo scetticismo di Dominique Strauss-Kahn, allora ministro delle finanze francesi.
Tornato alla presidenza di Generali dopo la scomparsa di Cuccia e l'allontanamento di Vincenzo Maranghi da Mediobanca, Bernheim si appoggia al finanziere Vincent Bolloré. Ma entra infine in contrasto con Cesare Geronzi, che prima scala la presidenza di Mediobanca e poi assume la presidenza di Generali.

## Onorificenze
- 1995 Grand'Ufficiale dell'Ordine al Merito delle Repubblica italiana
- 1997 Commendatore dell'Ordine Nazionale Cruzeiro do Sul (Brasile).
- 2006 Commendatore dell'Ordine delle Arti e delle Lettere
- 2007 Gran Croce della Legion d'onore
- 2007 Cittadinanza onoraria di Trieste, città delle Assicurazioni Generali.